# Salamonde

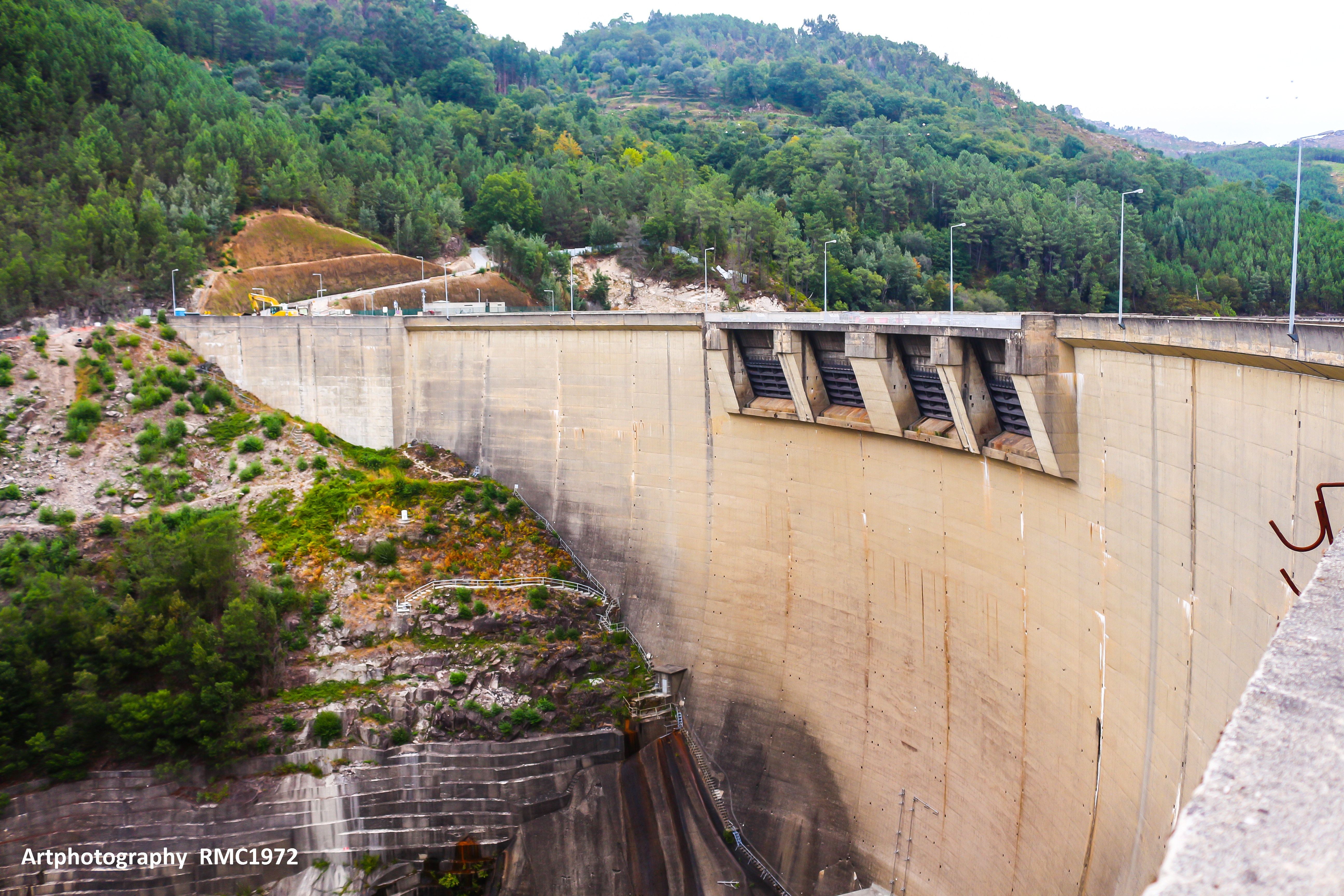
Baragem Salamonde – Portugal – Braga

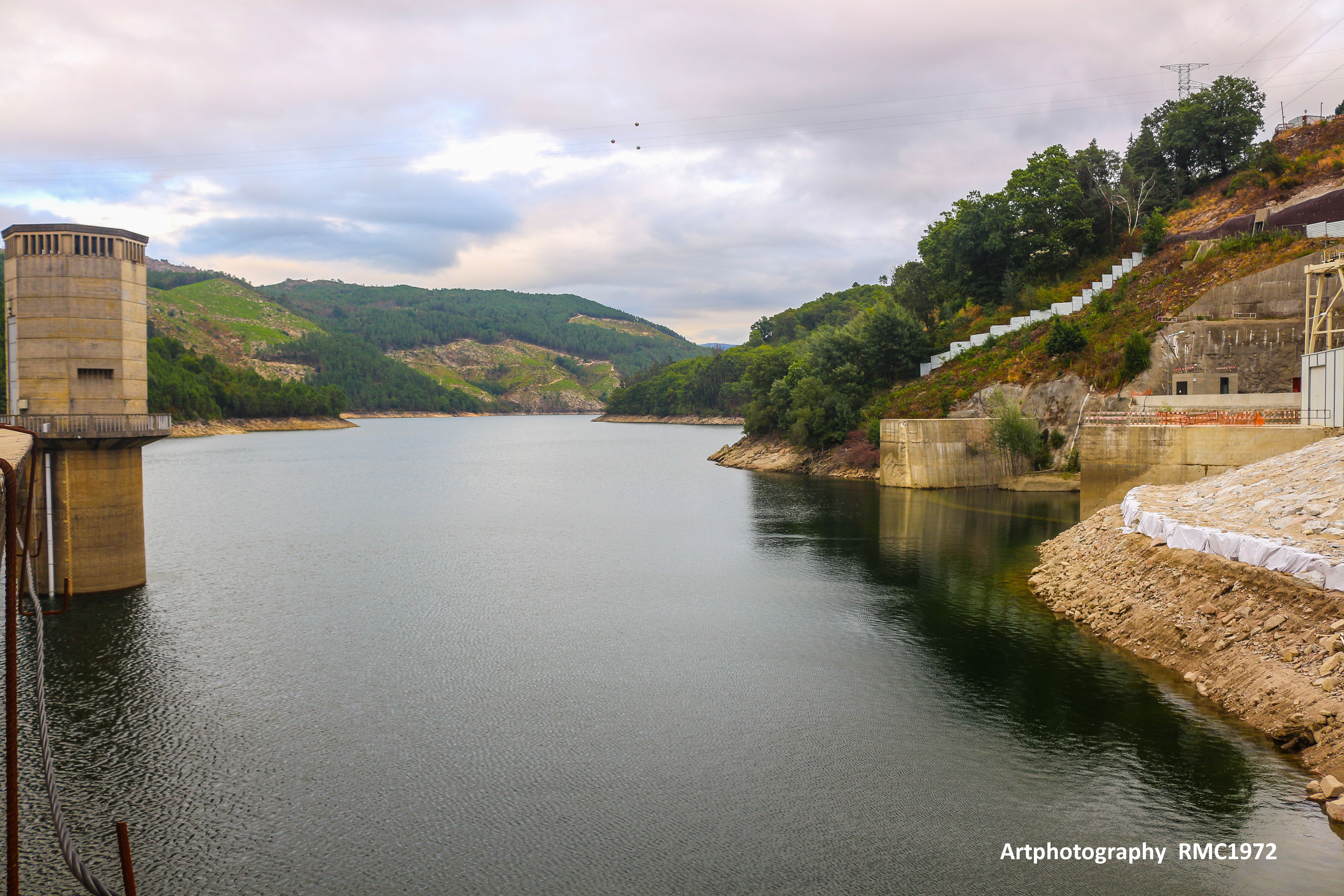
Baragem Salamonde – Portugal

Salamonde ist eine Gemeinde im Norden Portugals. Sie gehört zum Kreis Vieira do Minho im Distrikt Braga, besitzt eine Fläche von 8,4 km² und hat 343 Einwohner (Stand 19. April 2021). Nördlich der Gemeinde befindet sich die Talsperre Salamonde am Fluss Cávado.